# Erbdrostenhof

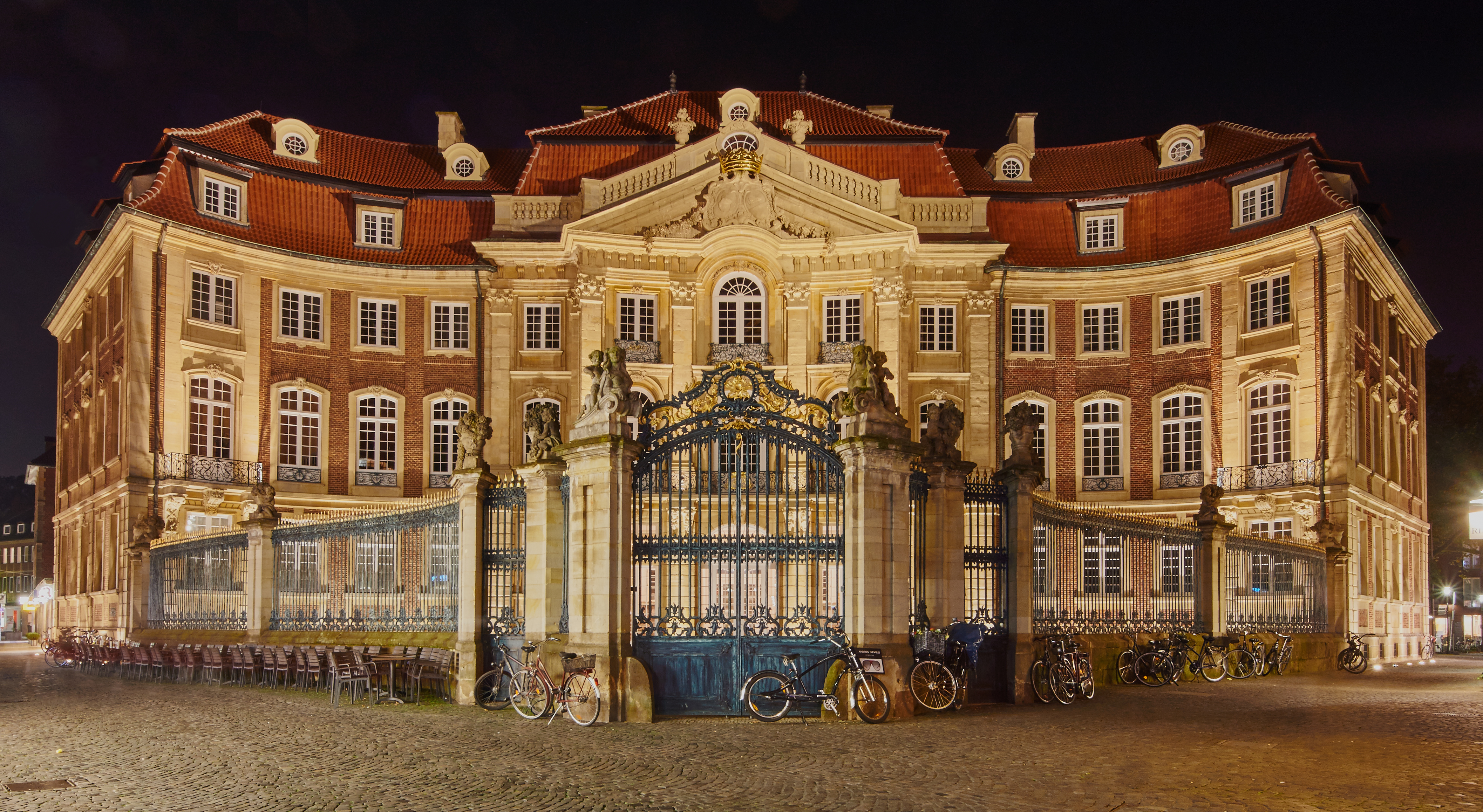
Immagine in notturna dell'Erbdrostenhof

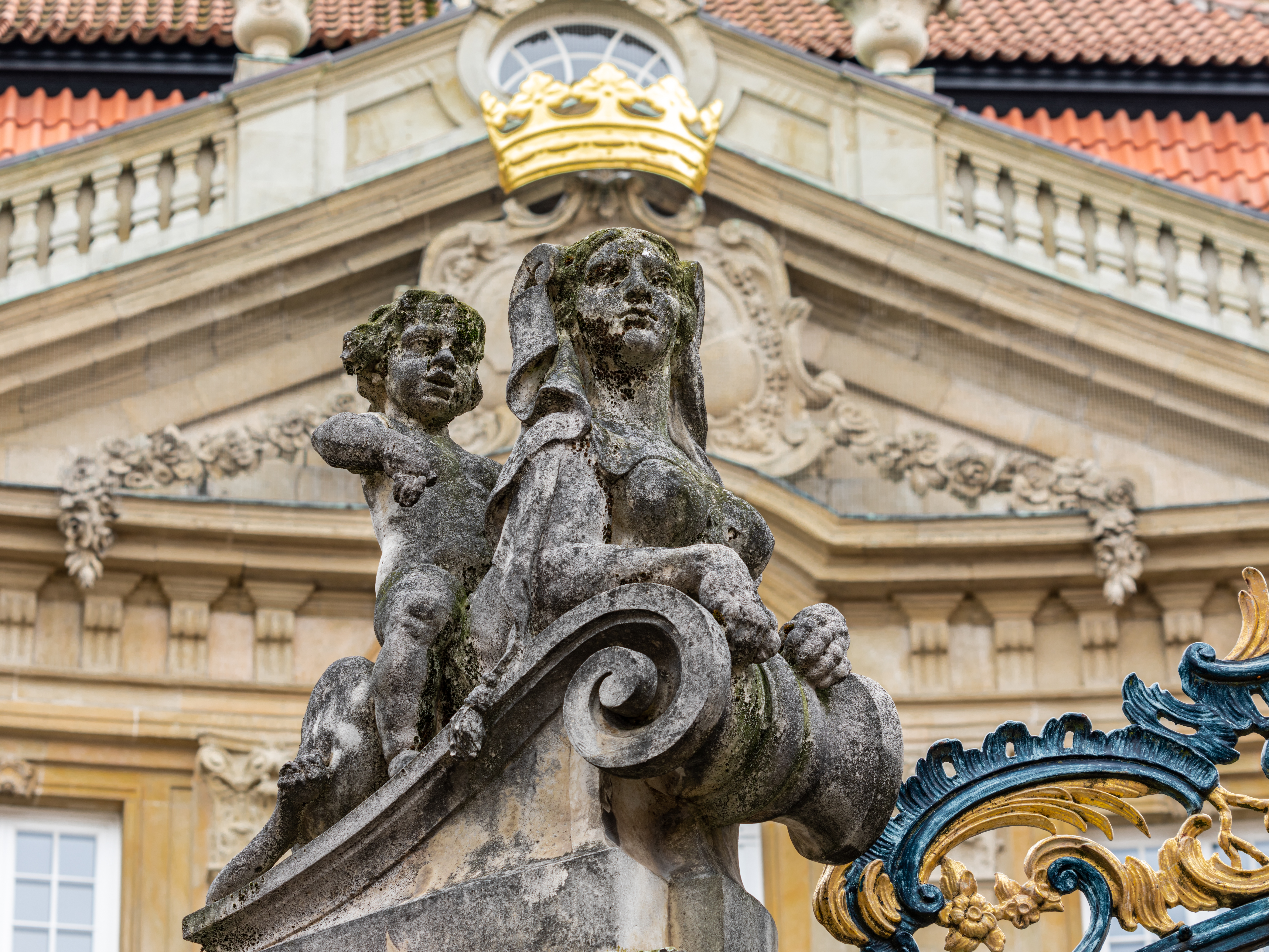
Sculture nella cancellata d'ingresso del palazzo

L'Erbdrostenhof è uno storico palazzo in stile tardo barocco della città tedesca di Münster, nel Land Renania Settentrionale-Vestfalia (Germania nord-occidentale), risalente alla metà del XVIII secolo e antica residenza della famiglia Droste zu Vischering.
L'edificio ospita concerti di musica classica e cerimonie di conferimento di premi ed è sede dell'amministrazione dell'Ufficio della Vesfalia per la tutela dei monumenti.

## Storia
L'edificio venne progettato dall'architetto Adolf Heidenreich e costruito tra il 1753 e il 1757 per il drost Adolf Heidenreich von Droste zu Vischering.
Nel 1863, nacque nel palazzo Maria Droste zu Vischering (che poi sarebbe cresciuta nel castello di Darfeld), in seguito beatificata con il nome di Maria del Divin Cuore.
Nel corso della seconda guerra mondiale, l'edificio andò quasi completamente distrutto.  Fu quindi intrapresa un'opera di restauro a partire dal 1953, che durò diciassette anni e che restituì all'edificio la sua forma originaria.
Nel corso dei restauri, tra il 1965 e il 1967, vennero anche rifatti da Paul Reckendorfer i preziosi affreschi realizzati nel 1757 da Nikolaus Loder e andati perduti nel corso delle distruzioni della guerra.

## Descrizione
L'edificio si trova lungo la Salzstraße, via pedonale del centro storico, nelle immediate vicinzanze del municipio storico di Münster.
Il palazzo è costruito in arenaria e in mattoni rossi e si compone di tre ali.
All'interno dell'edificio si trova, tra l'altro, una collezione di strumenti musicali a tastiera, ancora in uso durante i concerti che si svolgono nel palazzo.

## L'Erbdrostenhof nella cultura di massa
- L'Erbdrostenhof appare in alcuni episodi della serie televisiva Wilsberg[9]
- L'Erbdrostenhof fu una delle location del film del 2003, con protagonista Franka Potente Blueprint[2]